# Автобаза обкома КПСС
Автобаза обкома КПСС (Автотранспортное предприятие «Смольнинское») — здание в стиле советского модернизма. Расположено в Центральном районе Санкт-Петербурга, современный адрес дома — Херсонская улица, 20 (Херсонский проезд, 2, Исполкомская улица, 13). «Кульминация ленинградского гаражестроения». Согласно Игорю Фомину, главное достоинство здания — «что по внешним признакам нельзя сказать, что это гараж».
Здание построено на месте головного предприятия таксомоторного автотранспорта № 2 в 1985—1991 годах, архитекторы — В. Фрайфельд, А. Горюнов. У здания изломанный контур, треугольные выступы сверху и снизу окон, сгруппированных по вертикали. Два цилиндрических объёма, один из которых сделан в глубокой угловой нише с застеклённым павильоном на кровле — рампы для въезда и выезда. У автобазы три различающихся корпуса, но разнообразие сглажено объединяющими горизонтальными линиями и общими цветами — серым и белым с добавлением тускло-золотого.
Внутри шестиэтажного здания, рассчитанного на 400 автомобилей (57 на каждом этаже, кроме шестого, на котором вмещалось 33 машины), есть трёхэхтажный в высоту зал совещаний (сделанный для демонстрации шофёрам фильмов и пособий по современным технологиям сферы обслуживания пассажиров, основам безопасного вождения автотранспорта и дипломатического этикета), гостиница для водителей ночной смены, административные помещения, ремонтная служба.